# Resan till Jordens medelpunkt
Resan till Jordens medelpunkt (originaltitel: Journey to the Center of the Earth) är en film från 2008 som baseras på Jules Vernes roman Till jordens medelpunkt.

## Handling
Professor Trevor Anderson får reda på att hans tonåriga brorson Sean Anderson kommer på besök. Han ska tillbringa tio dagar med sin farbror medan hans mor Elizabeth förbereder sig för att flytta till Kanada.
Hon ger en låda till Trevor som tillhör hans försvunna bror Max, och Trevor hittar en bok med hänvisningar till hans brors sista resa. Han beslutar sig för att följa efter Max tillsammans med Sean och de reser till Island, där de träffar guiden Hannah Asgeirsson. De klättrar uppför ett berg. När de är på toppen så blir det åskväder och de skyddar sig i en grotta. Åskan slår ned i ingången och Trevor, Sean och Hannah blir instängda. De söker desperat efter en utgång och råkar falla ner i ett hål, och de faller ända ner till jordens mittpunkt.

## Rollista
- Brendan Fraser - Prof. Trevor Anderson
- Josh Hutcherson - Sean Anderson
- Anita Briem - Hannah Ásgeirsson